# Winter X Games 23
Winter X Games 23 – dwudziesta trzecia edycja Zimowych X-Games. Rozegrana została w dniach 24–27 stycznia 2019 w Aspen.
Podczas zawodów odbyły się koncerty Lil Wayne’a, Louisa The Childa, The Chainsmokers i Kygo.

## Klasyfikacja medalowa
| Pozycja | Reprezentacja     | Złoto | Srebro | Brąz | Razem |
| ------- | ----------------- | ----- | ------ | ---- | ----- |
| 1.      | Stany Zjednoczone | 8     | 6,5    | 9    | 23,5  |
| 2.      | Kanada            | 4     | 5      | 2    | 11    |
| 3.      | Norwegia          | 2     | 1      | 2    | 5     |
| 4.      | Australia         | 2     | 0      | 0    | 2     |
| 5.      | Estonia           | 1     | 1      | 1    | 3     |
| 5.      | Nowa Zelandia     | 1     | 1      | 1    | 3     |
| 7.      | Japonia           | 1     | 1      | 0    | 2     |
| 7.      | Szwajcaria        | 1     | 1      | 0    | 2     |
| 9.      | Szwecja           | 1     | 0      | 1    | 2     |
| 10.     | Finlandia         | 0     | 1      | 1    | 2     |
| 11.     | Hiszpania         | 0     | 1      | 0    | 1     |
| 12.     | Chile             | 0     | 0,5    | 0    | 0,5   |
| 13.     | Wielka Brytania   | 0     | 0      | 1    | 1     |
| 13.     | Chiny             | 0     | 0      | 1    | 1     |
| Razem   | Razem             | 21    | 19     | 19   | 59    |

## Wyniki

### Narciarstwo

#### Big Air mężczyzn
Źródło:
| Pozycja | Zawodnik               | Reprezentacja     | Kwalifikacje | Kwalifikacje | Kwalifikacje | Kwalifikacje | Finał | Finał  | Finał |
| Pozycja | Zawodnik               | Reprezentacja     | Rampa        | Rampa        | Wynik        | Pozycja      | Rampa | Rampa  | Wynik |
| Pozycja | Zawodnik               | Reprezentacja     | Lewa         | Prawa        | Wynik        | Pozycja      | Lewa  | Prawa  | Wynik |
| ------- | ---------------------- | ----------------- | ------------ | ------------ | ------------ | ------------ | ----- | ------ | ----- |
| 01 !    | Birk Ruud              | Norwegia          | 41,00        | 44,00        | 85,00        | 2. Q         | 44,00 | 45,000 | 89,00 |
| 02 !    | Alex Beaulieu-Marchand | Kanada            | 44,00        | 37,00        | 81,00        | 3. Q         | 47,00 | 40,00  | 87,00 |
| 03 !    | James Woods            | Wielka Brytania   | —            | —            | —            | —            | 38,00 | 44,00  | 82,00 |
| 4.      | Evan McEachran         | Kanada            | 44,00        | 43,00        | 87,00        | 1. Q         | 44,00 | 37,00  | 81,00 |
| 5.      | Alexander Hall         | Stany Zjednoczone | 44,00        | 37,00        | 81,00        | 4. Q         | 42,00 | 38,00  | 80,00 |
| 6.      | Henrik Harlaut         | Szwecja           | —            | —            | —            | —            | 43,00 | 34,00  | 77,00 |
| 7.      | Øystein Bråten         | Norwegia          | —            | —            | —            | —            | 39,00 | 35,00  | 74,00 |
| 8.      | Christian Nummedal     | Norwegia          | 43,00        | 38,00        | 81,00        | 5. Q         | 46,00 | 18,00  | 64,00 |
| 9.      | Fabian Bösch           | Szwajcaria        | 40,00        | 39,00        | 79,00        | 6.           | NQ    | NQ     | NQ    |
| 10.     | Gus Kenworthy          | Stany Zjednoczone | 40,00        | 36,00        | 76,00        | 7.           | NQ    | NQ     | NQ    |
| 11.     | Oscar Wester           | Szwecja           | 37,00        | 37,00        | 74,00        | 8.           | NQ    | NQ     | NQ    |

#### Big Air kobiet
Źródło:
| Pozycja | Zawodniczka      | Reprezentacja     | Rampa | Rampa | Wynik |
| Pozycja | Zawodniczka      | Reprezentacja     | Lewa  | Prawa | Wynik |
| ------- | ---------------- | ----------------- | ----- | ----- | ----- |
| 01 !    | Mathilde Gremaud | Szwajcaria        | 47,00 | 36,00 | 83,00 |
| 02 !    | Johanne Killi    | Norwegia          | 32,00 | 48,00 | 80,00 |
| 03 !    | Kelly Sildaru    | Estonia           | 38,00 | 41,00 | 79,00 |
| 4.      | Tess Ledeux      | Francja           | 46,00 | 32,00 | 78,00 |
| 5.      | Sarah Höfflin    | Szwajcaria        | 27,00 | 45,00 | 72,00 |
| 6.      | Giulia Tanno     | Szwajcaria        | 38,00 | 32,00 | 70,00 |
| 7.      | Elena Gaskell    | Kanada            | 30,00 | 33,00 | 63,00 |
| 8.      | Maggie Voisin    | Stany Zjednoczone | 44,00 | –     | 44,00 |

#### Slopestyle mężczyzn
Źródło:
| Pozycja | Zawodnik               | Reprezentacja     | Kwalifikacje | Kwalifikacje | Kwalifikacje | Kwalifikacje | Finał    | Finał    | Finał    | Finał |
| Pozycja | Zawodnik               | Reprezentacja     | Przejazd     | Przejazd     | Wynik        | Pozycja      | Przejazd | Przejazd | Przejazd | Wynik |
| Pozycja | Zawodnik               | Reprezentacja     | 1            | 2            | Wynik        | Pozycja      | 1        | 2        | 3        | Wynik |
| ------- | ---------------------- | ----------------- | ------------ | ------------ | ------------ | ------------ | -------- | -------- | -------- | ----- |
| 01 !    | Alex Hall              | Stany Zjednoczone | 91,66        | 42,00        | 91,66        | 2. Q         | 86,00    | 94,33    | 95,66    | 95,66 |
| 02 !    | Alex Beaulieu-Marchand | Kanada            | 93,66        | 48,33        | 93,66        | 1. Q         | 92,66    | 86,33    | 17,33    | 92,66 |
| 03 !    | Ferdinand Dahl         | Norwegia          | 76,33        | 89,66        | 89,66        | 3. Q         | 80,33    | 69,00    | 4,33     | 80,33 |
| 4.      | Henrik Harlaut         | Szwecja           | —            | —            | —            | —            | 78,33    | 42,66    | 33,66    | 78,33 |
| 5.      | Jesper Tjäder          | Szwecja           | 88,00        | 33,66        | 88,00        | 4. Q         | 14,33    | 15,00    | 77,66    | 77,66 |
| 6.      | Øystein Bråten         | Norwegia          | —            | —            | —            | —            | 77,00    | 28,00    | 32,33    | 77,00 |
| 7.      | Willie Borm            | Stany Zjednoczone | 84,66        | 15,33        | 84,66        | 6. Q         | 75,33    | 15,66    | 3,00     | 75,33 |
| 8.      | Nicholas Goepper       | Stany Zjednoczone | 82,33        | 41,00        | 82,33        | 7. Q         | 60,66    | 13,66    | 66,33    | 66,33 |
| 9.      | Phil Langevin          | Kanada            | 72,66        | 78,33        | 78,33        | 8. Q         | 59,33    | 41,66    | 5,00     | 59,33 |
| 10.     | James Woods            | Wielka Brytania   | —            | —            | —            | —            | 43,66    | 37,33    | 12,66    | 43,66 |
| –       | Evan McEachran         | Kanada            | 69,66        | 87,33        | 87,33        | 5.           | DNS      | DNS      | DNS      | DNS   |
| 12.     | Fabian Bösch           | Szwajcaria        | 22,66        | 77,33        | 77,33        | 9.           | NQ       | NQ       | NQ       | NQ    |
| 13.     | Finn Bilous            | Nowa Zelandia     | 66,33        | 74,66        | 74,66        | 10.          | NQ       | NQ       | NQ       | NQ    |
| 14.     | McRae Williams         | Stany Zjednoczone | 69,66        | 52,00        | 69,66        | 11.          | NQ       | NQ       | NQ       | NQ    |
| 15.     | Oscar Wester           | Szwecja           | 54,00        | 26,33        | 54,00        | 12.          | NQ       | NQ       | NQ       | NQ    |
| 16.     | Jonas Hunziker         | Szwajcaria        | 49,33        | 6,66         | 49,33        | 13.          | NQ       | NQ       | NQ       | NQ    |
| 17.     | Teal Harle             | Kanada            | 44,00        | 25,66        | 44,00        | 14.          | NQ       | NQ       | NQ       | NQ    |
| 18.     | Gus Kenworthy          | Stany Zjednoczone | 20,33        | 38,33        | 38,33        | 15.          | NQ       | NQ       | NQ       | NQ    |
| 19.     | Joss Christensen       | Stany Zjednoczone | 11,33        | 29,33        | 29,33        | 16.          | NQ       | NQ       | NQ       | NQ    |

#### Slopestyle kobiet
Źródło:
| Pozycja | Zawodniczka      | Reprezentacja     | Przejazd | Przejazd | Przejazd | Wynik |
| Pozycja | Zawodniczka      | Reprezentacja     | 1        | 2        | 3        | Wynik |
| ------- | ---------------- | ----------------- | -------- | -------- | -------- | ----- |
| 01 !    | Kelly Sildaru    | Estonia           | 94,33    | 96,66    | 99,00    | 99,00 |
| 02 !    | Sarah Höfflin    | Szwajcaria        | 90,00    | 22,33    | 42,00    | 90,00 |
| 03 !    | Maggie Voisin    | Stany Zjednoczone | 79,00    | 87,66    | 38,33    | 87,66 |
| 4.      | Johanne Killi    | Norwegia          | 84,00    | 21,33    | 4,00     | 84,00 |
| 5.      | Isabel Atkin     | Wielka Brytania   | 58,33    | 81,66    | 83,33    | 83,33 |
| 6.      | Mathilde Gremaud | Szwajcaria        | 75,00    | 58,00    | 16,66    | 75,00 |
| 7.      | Tess Ledeux      | Francja           | 25,66    | 29,00    | 17,00    | 29,00 |
| 8.      | Giulia Tanno     | Szwajcaria        | 20,00    | 4,33     | 21,33    | 21,33 |

#### SuperPipe mężczyzn
Źródło:
| Pozycja | Zawodnik       | Reprezentacja     | Przejazd | Przejazd | Przejazd | Wynik |
| Pozycja | Zawodnik       | Reprezentacja     | 1        | 2        | 3        | Wynik |
| ------- | -------------- | ----------------- | -------- | -------- | -------- | ----- |
| 01 !    | Alex Ferreira  | Stany Zjednoczone | 90,33    | 81,00    | 92,66    | 92,66 |
| 02 !    | David Wise     | Stany Zjednoczone | 19,66    | 20,66    | 90,33    | 90,33 |
| 03 !    | Nico Porteous  | Nowa Zelandia     | 59,00    | 89,00    | 30,33    | 89,00 |
| 4.      | Kevin Rolland  | Francja           | 87,66    | 86,66    | 12,33    | 87,66 |
| 5.      | Birk Irving    | Stany Zjednoczone | 24,00    | 69,66    | 14,33    | 69,66 |
| 6.      | Noah Bowman    | Kanada            | 7,66     | 7,66     | 66,33    | 66,33 |
| 7.      | Simon d’Artois | Kanada            | 14,33    | 65,33    | 34,00    | 65,33 |
| 8.      | Aaron Blunck   | Stany Zjednoczone | 25,33    | 57,00    | 7,00     | 57,00 |
| 9.      | Taylor Seaton  | Stany Zjednoczone | 45,33    | 52,33    | 5,00     | 52,33 |
| 10.     | Gus Kenworthy  | Stany Zjednoczone | 27,66    | 28,66    | 26,33    | 28,66 |

#### SuperPipe kobiet
Źródło:
| Pozycja | Zawodniczka     | Reprezentacja     | Przejazd | Przejazd | Przejazd | Wynik |
| Pozycja | Zawodniczka     | Reprezentacja     | 1        | 2        | 3        | Wynik |
| ------- | --------------- | ----------------- | -------- | -------- | -------- | ----- |
| 01 !    | Cassie Sharpe   | Kanada            | 88,66    | 29,00    | 94,00    | 94,00 |
| 02 !    | Kelly Sildaru   | Estonia           | 92,33    | 89,00    | 90,66    | 92,33 |
| 03 !    | Rachael Karker  | Kanada            | 82,00    | 86,33    | 83,00    | 86,33 |
| 4.      | Brita Sigourney | Stany Zjednoczone | 84,66    | 75,66    | 68,33    | 84,66 |
| 5.      | Maddie Bowman   | Stany Zjednoczone | 83,33    | 25,00    | 29,66    | 83,33 |
| 6.      | Ayana Onozuka   | Japonia           | 75,00    | 61,33    | 33,33    | 75,00 |
| 7.      | Devin Logan     | Stany Zjednoczone | 4,33     | 64,66    | 42,33    | 64,66 |
| 8.      | Annalisa Drew   | Stany Zjednoczone | 6,33     | 4,66     | 59,00    | 59,00 |

### Snowboarding

#### Big Air mężczyzn
Źródło:
| Pozycja | Zawodnik          | Reprezentacja     | Kwalifikacje | Kwalifikacje | Kwalifikacje | Kwalifikacje | Kwalifikacje | Finał | Finał | Finał    | Finał |
| Pozycja | Zawodnik          | Reprezentacja     | Rampa        | Rampa        | Rampa        | Wynik        | Pozycja      | Rampa | Rampa | Rampa    | Wynik |
| Pozycja | Zawodnik          | Reprezentacja     | Lewa         | Prawa        | Środkowa     | Wynik        | Pozycja      | Lewa  | Prawa | Środkowa | Wynik |
| ------- | ----------------- | ----------------- | ------------ | ------------ | ------------ | ------------ | ------------ | ----- | ----- | -------- | ----- |
| 01 !    | Takeru Otsuka     | Japonia           | 32,00        | 43,00        | –            | 75,00        | 2. Q         | 43,00 | 45,00 | –        | 88,00 |
| 02 !    | Mark McMorris     | Kanada            | —            | —            | —            | —            | —            | 42,00 | 43,00 | –        | 85,00 |
| 03 !    | Sven Thorgren     | Szwecja           | 41,00        | 35,00        | –            | 76,00        | 1. Q         | 39,00 | 37,00 | –        | 76,00 |
| 4.      | Sebastien Toutant | Kanada            | 39,00        | 36,00        | –            | 75,00        | 3. Q         | 38,00 | 35,00 | –        | 73,00 |
| 5.      | Rene Rinnekangas  | Finlandia         | 26,00        | 32,00        | –            | 58,00        | 5. Q         | 31,00 | 33,00 | –        | 64,00 |
| 6.      | Chris Corning     | Stany Zjednoczone | —            | —            | —            | —            | —            | 32,00 | 28,00 | –        | 60,00 |
| 7.      | Darcy Sharpe      | Kanada            | 40,00        | 31,00        | –            | 71,00        | 4. Q         | 20,00 | 14,00 | –        | 34,00 |
| 8.      | Sebbe De Buck     | Belgia            | 22,00        | –            | 21,00        | 43,00        | 6. Q         | –     | 10,00 | 16,00    | 26,00 |
| –       | Yūki Kadono       | Japonia           | —            | —            | —            | —            | —            | DNS   | DNS   | DNS      | DNS   |

#### Big Air kobiet
Źródło:
| Pozycja | Zawodniczka          | Reprezentacja     | Rampa | Rampa | Wynik |
| Pozycja | Zawodniczka          | Reprezentacja     | Lewa  | Prawa | Wynik |
| ------- | -------------------- | ----------------- | ----- | ----- | ----- |
| 01 !    | Laurie Blouin        | Kanada            | 42,00 | 35,00 | 77,00 |
| 02 !    | Zoi Sadowski-Synnott | Nowa Zelandia     | 42,00 | 35,00 | 77,00 |
| 03 !    | Jamie Anderson       | Stany Zjednoczone | 26,00 | 41,00 | 67,00 |
| 4.      | Enni Rukajärvi       | Finlandia         | 25,00 | 31,00 | 56,00 |
| 5.      | Yuka Fujimori        | Japonia           | 21,00 | 24,00 | 45,00 |
| 6.      | Klaudia Medlová      | Słowacja          | 21,00 | 15,00 | 36,00 |
| 7.      | Hailey Langland      | Stany Zjednoczone | 15,00 | 12,00 | 27,00 |

#### Knuckle Huck
Źródło:
| Pozycja | Zawodnik                    | Reprezentacja | Wynik  |
| ------- | --------------------------- | ------------- | ------ |
| 01 !    | Fridtjof Sæther Tischendorf | Norwegia      | 100,00 |

#### Slopestyle mężczyzn
Źródło:
| Pozycja | Zawodnik                    | Reprezentacja     | Kwalifikacje | Kwalifikacje | Kwalifikacje | Kwalifikacje | Finał    | Finał    | Finał    | Finał |
| Pozycja | Zawodnik                    | Reprezentacja     | Przejazd     | Przejazd     | Wynik        | Pozycja      | Przejazd | Przejazd | Przejazd | Wynik |
| Pozycja | Zawodnik                    | Reprezentacja     | 1            | 2            | Wynik        | Pozycja      | 1        | 2        | 3        | Wynik |
| ------- | --------------------------- | ----------------- | ------------ | ------------ | ------------ | ------------ | -------- | -------- | -------- | ----- |
| 01 !    | Mark McMorris               | Kanada            | —            | —            | —            | —            | 89,66    | 21,33    | 96,00    | 96,00 |
| 02 !    | Rene Rinnekangas            | Finlandia         | 87,33        | 29,00        | 87,33        | 4. Q         | 88,00    | 23,00    | 94,00    | 94,00 |
| 03 !    | Mons Røisland               | Norwegia          | 67,00        | 20,33        | 67,00        | 9. Q         | 91,33    | 22,33    | 91,00    | 91,33 |
| 4.      | Sebastien Toutant           | Kanada            | 92,66        | 26,33        | 92,66        | 1. Q         | 28,00    | 25,00    | 90,66    | 90,66 |
| 5.      | Redmond Gerard              | Stany Zjednoczone | —            | —            | —            | —            | 82,33    | 90,33    | 19,33    | 90,33 |
| 6.      | Darcy Sharpe                | Kanada            | —            | —            | —            | —            | 66,00    | 10,00    | 87,00    | 87,00 |
| 7.      | Judd Henkes                 | Stany Zjednoczone | 80,66        | 25,66        | 80,66        | 6. Q         | 85,33    | 23,00    | 26,33    | 85,33 |
| 8.      | Roope Tonteri               | Finlandia         | 70,33        | 38,66        | 70,33        | 8. Q         | 15,00    | 68,00    | 21,33    | 68,00 |
| 9.      | Michael Ciccarelli          | Kanada            | 79,00        | 43,66        | 79,00        | 7. Q         | 22,33    | 57,66    | 23,00    | 57,66 |
| 10.     | Sven Thorgren               | Szwecja           | 90,00        | 62,33        | 90,00        | 2. Q         | 28,66    | 25,33    | 20,00    | 28,66 |
| –       | Chris Corning               | Stany Zjednoczone | 89,00        | 21,00        | 89,00        | 3.           | DNS      | DNS      | DNS      | DNS   |
| –       | Yūki Kadono                 | Japonia           | 83,33        | 61,66        | 83,33        | 5.           | DNS      | DNS      | DNS      | DNS   |
| 11      | Fridtjof Sæther Tischendorf | Norwegia          | 54,66        | 18,00        | 54,66        | 10.          | NQ       | NQ       | NQ       | NQ    |
| 12      | Kyle Mack                   | Stany Zjednoczone | 19,00        | 52,33        | 52,33        | 11.          | NQ       | NQ       | NQ       | NQ    |
| 13      | Nik Baden                   | Stany Zjednoczone | 43,33        | 18,33        | 43,33        | 12.          | NQ       | NQ       | NQ       | NQ    |
| 14      | Ståle Sandbech              | Norwegia          | 33,33        | 38,66        | 38,66        | 13.          | NQ       | NQ       | NQ       | NQ    |
| 15      | Tyler Nicholson             | Kanada            | 27,66        | 37,00        | 37,00        | 14.          | NQ       | NQ       | NQ       | NQ    |
| 16      | Takeru Otsuka               | Japonia           | 22,00        | 34,66        | 34,66        | 15.          | NQ       | NQ       | NQ       | NQ    |
| 17      | Sebbe De Buck               | Belgia            | 17,66        | 19,66        | 19,66        | 16.          | NQ       | NQ       | NQ       | NQ    |

#### Slopestyle kobiet
Źródło:
| Pozycja | Zawodniczka          | Reprezentacja     | Przejazd | Przejazd | Przejazd | Wynik |
| Pozycja | Zawodniczka          | Reprezentacja     | 1        | 2        | 3        | Wynik |
| ------- | -------------------- | ----------------- | -------- | -------- | -------- | ----- |
| 01 !    | Zoi Sadowski-Synnott | Nowa Zelandia     | 90,00    | 24,00    | 91,00    | 91,00 |
| 02 !    | Hailey Langland      | Stany Zjednoczone | 71,00    | 75,66    | 90,66    | 90,66 |
| 03 !    | Enni Rukajärvi       | Finlandia         | 84,66    | 28,66    | 28,66    | 84,66 |
| 4.      | Spencer O’Brien      | Kanada            | 19,33    | 81,00    | 21,33    | 81,00 |
| 5.      | Silje Norendal       | Norwegia          | 80,00    | 77,33    | 11,66    | 80,00 |
| 6.      | Reira Iwabuchi       | Japonia           | 20,00    | 73,33    | 22,33    | 73,33 |
| 7.      | Laurie Blouin        | Kanada            | 16,33    | 65,33    | 21,00    | 65,33 |
| 8.      | Julia Marino         | Stany Zjednoczone | 11,33    | 28,00    | 17,33    | 28,00 |

#### Special Olympics Unified Snowboarding
Źródło:
| Pozycja | Zawodnicy                       | Reprezentacja                         | Przejazd | Przejazd | Wynik |
| Pozycja | Zawodnicy                       | Reprezentacja                         | 1        | 2        | Wynik |
| ------- | ------------------------------- | ------------------------------------- | -------- | -------- | ----- |
| 01 !    | Chris Klug Henry Meece          | Stany Zjednoczone · Stany Zjednoczone | 18,86    | 15,92    | 34,78 |
| 02 !    | Scotty Lago Juan Guentrutrsipai | Stany Zjednoczone · Chile             | 15,87    | 19,02    | 35,05 |
| 03 !    | Mike Schultz Christopher Perdue | Stany Zjednoczone · Stany Zjednoczone | 16,56    | 18,81    | 35,37 |
| 4.      | Hannah Teter Daina Shilts       | Stany Zjednoczone · Stany Zjednoczone |          |          | 36,14 |
| 5.      | Amy Purdy Cody Field            | Stany Zjednoczone · Stany Zjednoczone |          |          | 37,17 |
| 6.      | Scotty James Carson Geiger      | Australia · Stany Zjednoczone         |          |          | 37,34 |
| 7.      | Danny Davis Chase Lodder        | Stany Zjednoczone · Stany Zjednoczone |          |          | 39,00 |
| 8.      | Sage Kotsenburg Suk Il-hwang    | Stany Zjednoczone · Korea Południowa  |          |          | 40,46 |
| 9.      | Silje Norendal Joey Franken     | Norwegia · Stany Zjednoczone          |          |          | 41,75 |
| 10.     | Jack Mitrani Charlie Kleiman    | Stany Zjednoczone · Stany Zjednoczone |          |          | 48,85 |

#### SuperPipe mężczyzn
Źródło:
| Pozycja | Zawodnik            | Reprezentacja     | Przejazd | Przejazd | Przejazd | Wynik |
| Pozycja | Zawodnik            | Reprezentacja     | 1        | 2        | 3        | Wynik |
| ------- | ------------------- | ----------------- | -------- | -------- | -------- | ----- |
| 01 !    | Scotty James        | Australia         | 18,33    | 94,00    | 2,33     | 94,00 |
| 02 !    | Yūto Totsuka        | Japonia           | 90,00    | 19,33    | 18,66    | 90,00 |
| 03 !    | Danny Davis         | Stany Zjednoczone | 83,66    | 23,66    | 65,33    | 83,66 |
| 4.      | Chase Josey         | Stany Zjednoczone | 37,66    | 79,33    | 82,66    | 82,66 |
| 5.      | Jake Pates          | Stany Zjednoczone | 80,66    | 17,66    | 81,00    | 81,00 |
| 6.      | Ben Ferguson        | Stany Zjednoczone | 66,66    | 75,33    | 79,33    | 79,33 |
| 7.      | Iouri Podladtchikov | Szwajcaria        | 78,33    | 15,33    | 64,33    | 78,33 |
| 8.      | Toby Miller         | Stany Zjednoczone | 68,33    | 21,66    | 34,00    | 68,33 |
| 9.      | Raibu Katayama      | Japonia           | 18,66    | 53,33    | 52,33    | 53,33 |
| 10.     | Patrick Burgener    | Szwajcaria        | 34,33    | 38,33    | 28,66    | 38,33 |

#### SuperPipe kobiet
Źródło:
| Pozycja | Zawodniczka       | Reprezentacja     | Przejazd | Przejazd | Przejazd | Wynik |
| Pozycja | Zawodniczka       | Reprezentacja     | 1        | 2        | 3        | Wynik |
| ------- | ----------------- | ----------------- | -------- | -------- | -------- | ----- |
| 01 !    | Chloe Kim         | Stany Zjednoczone | 25,00    | 84,00    | 11,33    | 84,00 |
| 02 !    | Queralt Castellet | Hiszpania         | 80,00    | 15,66    | 59,66    | 80,00 |
| 03 !    | Cai Xuetong       | Chiny             | 3,00     | 27,33    | 72,66    | 72,66 |
| 4.      | Liu Jiayu         | Chiny             | 52,33    | 65,00    | 69,66    | 69,66 |
| 5.      | Haruna Matsumoto  | Japonia           | 64,33    | 67,00    | 6,66     | 67,00 |
| 6.      | Maddie Mastro     | Stany Zjednoczone | 6,66     | 63,33    | 16,66    | 63,33 |
| 7.      | Sena Tomita       | Japonia           | 55,00    | 5,33     | 60,33    | 60,33 |
| 8.      | Arielle Gold      | Stany Zjednoczone | 31,33    | 5,33     | 13,66    | 31,33 |

### Snowmobile

#### Adaptive Snow BikeCross
Źródło:
| Pozycja | Zawodnik              | Reprezentacja     | Sesja rozstawienia | Sesja rozstawienia | Sesja rozstawienia | Finał    | Finał    |
| Pozycja | Zawodnik              | Reprezentacja     | Czas               | Strata             | Pozycja            | Czas     | Strata   |
| ------- | --------------------- | ----------------- | ------------------ | ------------------ | ------------------ | -------- | -------- |
| 01 !    | Mike Schultz          | Stany Zjednoczone | 45,785             | –                  | 1.                 | 5:07,241 | –        |
| 02 !    | Tyler Brandenburger   | Stany Zjednoczone | 51,578             | +5,793             | 2.                 | 5:29,452 | +22,211  |
| 03 !    | Kevin Royston         | Stany Zjednoczone | 53,836             | +8,051             | 3.                 | 5:33,467 | +26,226  |
| 4.      | Pablo Gimenez         | Stany Zjednoczone | DNS                | DNS                | DNS                | 5:52,268 | +45,027  |
| 5.      | Ryan Suchanek         | Stany Zjednoczone | 58,117             | +12,332            | 5.                 | +1. okr. | +1. okr. |
| 6.      | Kolleen Conger        | Stany Zjednoczone | 55,437             | +9,652             | 4.                 | +1. okr. | +1. okr. |
| 7.      | Eugene John Poplawski | Stany Zjednoczone | 1:02,016           | +16,231            | 6.                 | +1. okr. | +1. okr. |

#### Para Snow BikeCross
Źródło:
| Pozycja | Zawodnik        | Reprezentacja     | Sesja rozstawienia | Sesja rozstawienia | Sesja rozstawienia | Finał    | Finał    |
| Pozycja | Zawodnik        | Reprezentacja     | Czas               | Strata             | Pozycja            | Czas     | Strata   |
| ------- | --------------- | ----------------- | ------------------ | ------------------ | ------------------ | -------- | -------- |
| 01 !    | Doug Henry      | Stany Zjednoczone | 44,735             | –                  | 1.                 | 4:57,599 | –        |
| 02 !    | Will Posey      | Stany Zjednoczone | 46,574             | +1,839             | 2.                 | 5:16,650 | +19,051  |
| 03 !    | Leighton Lillie | Stany Zjednoczone | 52,887             | +8,152             | 4.                 | +1. okr. | +1. okr. |
| 4.      | Jonathan Stark  | Stany Zjednoczone | 51,570             | +6,835             | 3.                 | +1. okr. | +1. okr. |
| 5.      | Paul Thacker    | Stany Zjednoczone | DNS                | DNS                | DNS                | +1. okr. | +1. okr. |
| 6.      | Danny Baird     | Stany Zjednoczone | 56,461             | +11,726            | 6.                 | +1. okr. | +1. okr. |
| 7.      | Blair Morgan    | Kanada            | 53,406             | +8,671             | 5.                 | +1. okr. | +1. okr. |
| 8.      | David Trujillo  | Stany Zjednoczone | 1:06,020           | +21,285            | 7.                 | +1. okr. | +1. okr. |

#### Snow BikeCross
Źródło:
| Pozycja | Zawodnik         | Reprezentacja     | Sesja rozstawienia | Sesja rozstawienia | Sesja rozstawienia | Sesja rozstawienia | Runda pierwsza | Runda pierwsza | Runda pierwsza | Runda pierwsza | Finał     | Finał   |
| Pozycja | Zawodnik         | Reprezentacja     | Wyścig             | Czas               | Strata             | Pozycja            | Wyścig         | Czas           | Strata         | Pozycja        | Czas      | Strata  |
| ------- | ---------------- | ----------------- | ------------------ | ------------------ | ------------------ | ------------------ | -------------- | -------------- | -------------- | -------------- | --------- | ------- |
| 01 !    | Cody Matechuk    | Kanada            | 1A                 | 37,204             | –                  | 1.                 | 1A             | 5:48,850       | –              | 1. Q           | 10:31,387 | –       |
| 02 !    | Jesse Kirchmeyer | Stany Zjednoczone | 1A                 | 39,430             | +2,226             | 2.                 | 1B             | 6:01,787       | +10,886        | 3. Q           | 10:35,832 | +4,445  |
| 03 !    | Brock Hoyer      | Kanada            | 1B                 | 39,715             | –                  | 1.                 | 1B             | 5:50,901       | –              | 1. Q           | 10:37,153 | +5,766  |
| 4.      | Darrin Mees      | Stany Zjednoczone | 1C                 | 41,141             | +0,801             | 3.                 | 1B             | 6:16,584       | +15,683        | 5. Q           | 10:38,332 | +6,945  |
| 5.      | Seth Fischer     | Stany Zjednoczone | 1D                 | 40,973             | +0,090             | 2.                 | 1A             | 5:55,561       | +6,711         | 3. Q           | 10:40,992 | +9,605  |
| 6.      | Josh Hill        | Stany Zjednoczone | 1C                 | 40,340             | –                  | 1.                 | 1A             | 6:15,061       | +16,211        | 4. Q           | 10:44,485 | +13,098 |
| 7.      | Harris Huizenga  | Stany Zjednoczone | 1C                 | 40,586             | +0,246             | 2.                 | 1A             | 5:52,979       | +4,129         | 2. Q           | 10:47,918 | +16,531 |
| 8.      | Axell Hodges     | Stany Zjednoczone | 1B                 | 40,852             | +1,137             | 2.                 | 1B             | 6:04,893       | +13,992        | 4. Q           | 10:57,364 | +25,977 |
| 9.      | Mark Wilson      | Stany Zjednoczone | 1E                 | 43,332             | –                  | 1.                 | 1B             | 6:15,588       | +24,687        | 6. Q           | 11:11,985 | +40,598 |
| 10.     | Jimmy Jarrett    | Stany Zjednoczone | 1B                 | 42,848             | +3,133             | 4.                 | 1A             | 6:14,452       | +25,602        | 6. Q           | +1 okr.   | +1 okr. |
| 11.     | Keaton Ward      | Stany Zjednoczone | 1D                 | 43,554             | +2,671             | 3.                 | 1A             | 6:08,147       | +19,297        | 5. Q           | +2 okr.   | +2 okr. |
| 12.     | Yanick Boucher   | Kanada            | 1D                 | 40,883             | –                  | 1.                 | 1B             | 5:56,944       | +6,043         | 2. Q           | DNF       | DNF     |
| –       | Mick Olson       | Stany Zjednoczone | 1E                 | 44,308             | +0,976             | 3.                 | 1A             | 6:25,565       | +36,715        | 7.             | NQ        | NQ      |
| –       | Justin Thomas    | Stany Zjednoczone | 1C                 | 42,781             | +2,441             | 4.                 | 1B             | 6:18,045       | +27,144        | 7.             | NQ        | NQ      |
| –       | Troy Horbaty     | Kanada            | 1A                 | 41,606             | +4,402             | 3.                 | 1A             | 6:26,952       | +38,102        | 8.             | NQ        | NQ      |
| –       | Colton Davis     | Stany Zjednoczone | 1B                 | 42,289             | +2,574             | 3.                 | 1B             | 6:22,889       | +31,988        | 8.             | NQ        | NQ      |
| –       | Tyler Vacala     | Kanada            | 1D                 | 45,914             | +5,031             | 4.                 | 1A             | +1 okr.        | +1 okr.        | 9.             | NQ        | NQ      |
| –       | Logan Cipala     | Stany Zjednoczone | 1E                 | 43,906             | +0,574             | 2.                 | 1B             | 6:28,178       | +37,277        | 9.             | NQ        | NQ      |
| –       | William Van Hook | Stany Zjednoczone | 1A                 | 42,422             | +5,218             | 4.                 | 1A             | +1 okr.        | +1 okr.        | 10.            | NQ        | NQ      |
| –       | Brett Turcotte   | Kanada            | 1E                 | 44,469             | +1,137             | 4.                 | 1B             | 6:31,533       | +40,632        | 10.            | NQ        | NQ      |

#### Snowmobile Freestyle
Źródło:
| Pozycja | Zawodnik         | Reprezentacja     | Przejazd | Przejazd | Wynik |
| Pozycja | Zawodnik         | Reprezentacja     | 1        | 2        | Wynik |
| ------- | ---------------- | ----------------- | -------- | -------- | ----- |
| 01 !    | Daniel Bodin     | Szwecja           | 88,33    | 91,66    | 91,66 |
| 02 !    | Brett Turcotte   | Kanada            | 90,66    | 90,66    | 90,66 |
| 03 !    | Justin Hoyer     | Stany Zjednoczone | 86,00    | 87,33    | 87,33 |
| 4.      | Joe Parsons      | Stany Zjednoczone | 86,33    | 81,00    | 86,33 |
| 5.      | Rasmus Johansson | Szwecja           | 85,00    | 66,00    | 85,00 |
| 6.      | Heath Frisby     | Stany Zjednoczone | 84,66    | 82,66    | 84,66 |
| 7.      | Willie Elam      | Stany Zjednoczone | 78,66    | 82,66    | 82,66 |
| 8.      | Josh Penner      | Kanada            | 76,33    | 73,00    | 76,33 |

#### Snow Bike Best Trick
Źródło:
| Pozycja | Zawodnik        | Reprezentacja     | Przejazd | Przejazd | Wynik |
| Pozycja | Zawodnik        | Reprezentacja     | 1        | 2        | Wynik |
| ------- | --------------- | ----------------- | -------- | -------- | ----- |
| 01 !    | Rob Adelberg    | Australia         | 91,00    | 81,66    | 91,00 |
| 02 !    | Brett Turcotte  | Kanada            | 89,66    |          | 89,66 |
| 03 !    | Ethen Roberts   | Stany Zjednoczone | 64,66    | 89,00    | 89,00 |
| 4.      | Morgan Kaliszuk | Stany Zjednoczone | 79,66    | 85,33    | 85,33 |
| 5.      | Robert Haslam   | Stany Zjednoczone | 81,66    | 79,66    | 81,66 |
| 6.      | Kyle Demelo     | Stany Zjednoczone | 61,33    | 70,33    | 70,33 |

#### Snow Hill Climb
Źródło:
| Pozycja | Zawodnik        | Reprezentacja     |
| ------- | --------------- | ----------------- |
| 01 !    | Logan Mead      | Stany Zjednoczone |
| 02 !    | Travis Whitlock | Stany Zjednoczone |
| 03 !    | Jake Anstett    | Stany Zjednoczone |
| 4.      | Austin Cardwell | Stany Zjednoczone |
| 5.      | Tyler Cardwell  | Stany Zjednoczone |
| 5.      | Luke Cipala     | Stany Zjednoczone |
| 5.      | Josh Mueller    | Stany Zjednoczone |
| 5.      | Austin Teyler   | Stany Zjednoczone |
| 8.      | Logan Cipala    | Stany Zjednoczone |
| 8.      | Joel Falde      | Stany Zjednoczone |
| 8.      | Jon Henderson   | Stany Zjednoczone |
| 8.      | Logan Lackey    | Stany Zjednoczone |
| 8.      | Dan Lauters     | Stany Zjednoczone |
| 8.      | Louie Lauters   | Stany Zjednoczone |
| 8.      | Kirk Mueller    | Stany Zjednoczone |
| 8.      | Lloyd Mueller   | Stany Zjednoczone |

#### Jeep Wrangler X Challenge
Źródło:
| Pozycja | Zawodnik       | Reprezentacja     | Czas    | Strata |
| ------- | -------------- | ----------------- | ------- | ------ |
| 01 !    | Casey Currie   | Stany Zjednoczone | 46,64   | –      |
| 2.      | Brian Deegan   | Stany Zjednoczone | 55,53   | +8,89  |
| 3.      | Bucky Lasek    | Stany Zjednoczone | 57,84   | +11,20 |
| 4.      | Jackson Strong | Australia         | 1:02,14 | +15,50 |